# فهرست بازیکنان فوتبال ارمنی

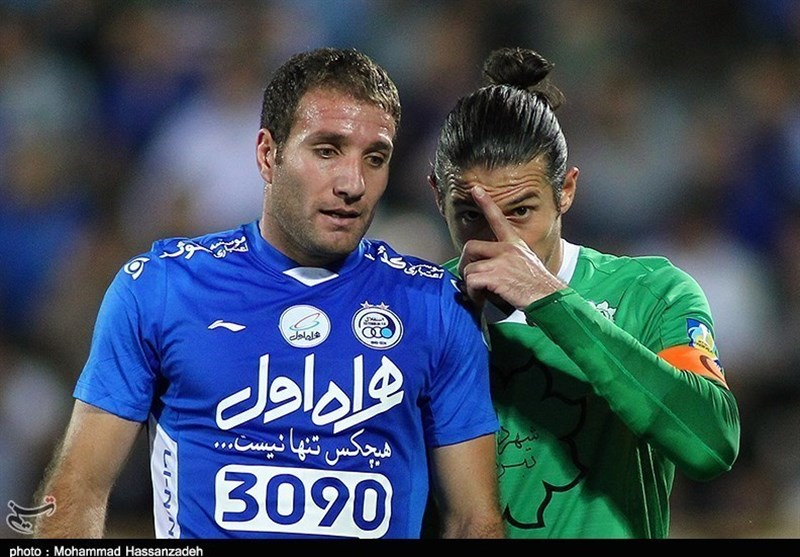
آندرانیک تیموریان (راست) و هرایر مکویان (چپ)

در زیر فهرست بازیکنان فوتبال اهل ارمنستان یا ارمنی‌تبار آورده شده است:

## آ
- وادیم آبراموف
- هاروتیون آبراهامیان
- رودلف آتامالیان
- رودلف آتامالیان
- استپان آتایان
- ژرار آجمیان
- آرتور آدامیان
- آرمن آدامیان
- سارگیس آدامیان
- جان آرات
- آرارات آراکلیان
- روبرت آرزومانیان
- داویت آرشاکیان
- مائیس آزیزیان
- کارن آساتریان
- اریک آسادوریان
- نارک آصلانیان
- نرایر آصلانیان
- مارکار آقاجانیان
- آرداک آلکسانیان
- کارن آلکسانینان
- آرشاک آمیریان
- آرکادی آندرئاسیان
- گائل آندونیان
- آرسن آواکوف
- آرتور آواکیانتس
- آرتور آواگیمیان
- سرگئی آواگیمیان
- گارنیک آوالیان
- مهر آوانسیان
- آرسن آوتیسیان
- کاراپت آودیسیان
- آشوت آوییان
- مانوئل آهارونیان
- Karlen Abramov
- وارطان آجمیان
- آرکادی هاکوبیان
- Charles Avedisian

## الف
- ادموند اختر
- آپولا ادل
- سرگئی ارزرومیان
- نشان ارزرومیان
- آرتور استپانیان
- آرتور استپانیان
- لوون استپانیان
- آندرانیک اسکندریان
- آلکو اسکندریان
- والری الکسانیان
- آراز اوزبیلیس
- دمیس اوهانجانیان
- آرسن اوهانسیان
- کارن اوهانیان
- کاربیس ایستانبولاغلو
- کارن ایسرائلیان
- لوون ایشتویان

## ب
- ادگار بابایان
- گریگوری بابایان
- زاون بادویان
- هنریک بادیکیان
- تیگران بارسقیان
- آرتاشس باغداساریان
- آرسن باغداساریان
- آرسن بالابکیان
- سارکیس بالویان
- خورن بایرامیان
- رومن برزوفسکی
- ادموند بزیک
- آرسن بگلاریان
- نارک بگلریان
- آلن بوغوسیان
- خواکین بوغوسیان
- والتر بوغوسیان
- آلکساندر بولیان
- آرمان بابالاریان

## پ
- آرسن پاپیکیان
- آغوان پاپیکیان
- لوون پاچاجیان
- ادوارد پارتسیکیان
- آرتور پتروسیان
- آرسن پتروسیان
- پاسکال پتروسیان
- گالوست پتروسیان
- نازار پتروسیان
- تیگران پتروسیانتس
- آرتور پتروسیان
- آرمن پتیکیان
- والری پرکویان
- آرمناک پطروسیان
- غوکاس پوغوسیان
- مارکوس پیزلی
- آرتیوم پیلیپوسیان

## ت
- الکساندر تادووسیان
- واهه تادوسیان
- هوهانس تاهمازیان
- آلکساندر توماسیان
- آلکساندر توماسیان
- دنیس توماسیان
- سرگئی توماسیان
- آرمن تیگرانیان
- نائیر تیکنیزیان
- آندرانیک تیموریان
- سرژیک تیموریان
- فردریک داداریان
- en:Arman Tovmasyan

## ج
- رومئو جنبیان
- یوری ژورکائف
- میشا جورکائف
- مارسلو جیان

## چ
- هاکوپ چیریشیان
- یپرم چاکوریان

## ح
- کارو حق‌وردیان
- هویک حاتم‌زاده

## خ
- آشوت خاچاتریان
- رومیک خاچاتریان
- واردان خاچاتریان
- آرتیوم خاچاتوروف
- آندری خاچاتوریان
- فلیکس خوجویان
- ورژ خاچیکیان
- گورگن خاچاتریان

## د
- الکس انریکه دا سیلوا
- فردریک داداریان
- متئو دارمیان
- آرداک داشیان
- گاگیک داغباشیان
- داویت داویتیان
- میشل در-زاکاریان
- آرکادی دوخویان
- کارن دوخویان
- هاکوب دونابدیان
- هوهانس دمیرچیان

## ر
- دیه‌گو روسی

## ز
- اوگانس زانازانیان
- روبرت زبلیان
- ماریان زچیو
- ویگن زینعلی

## س
- آرتور سارکیسف
- ادوارد سارکیسف
- داویت سارکیسوف
- آدریان سارکیسیان
- آلکس سارکیسیان
- یوری سارکیسیان
- آلبرت سارگسیان
- کارن سارگسیان
- موسس سارگسیان
- نورایر ساهاکیان
- دنیس ستویان
- آلکساندر سمیزیان
- سرگئی سوکیاسیان
- واروژان سوکیاسیان
- یرواند سوکیاسیان
- آرتم سیمونیان
- گاگیک سیمونیان
- نیکیتا سیمونیان
- Vyacheslav Sarkisov
- کالین استپانیان

## ش

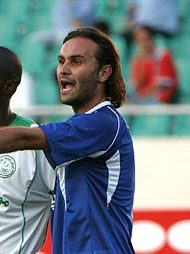
سبو شهبازیان

- آرمن شاهگلدیان
- سبو شهبازیان
- گارنیک شه‌بندری

## ص
- وازگن صفریان

## ط
- واهیک طروسیان

## ع/غ
- زاون عنبرچیان
- تیگران غاراباغتسیان

## ق
- آندرانیک قاراگزیان
- استپان قازاریان
- ژورس قازاریان
- گئورگ قازاریان
- وارتان قازاریان

## ک
- جوی کاتبیان
- گقام کادیمیان
- آلکساندر کاراپتیان
- سارگیس کاراپتیان
- سارگیس کاراپتیان
- هاروت کاراپتیان
- آرتاوازد کارامیان
- آرمان کارامیان
- گئورگ کاسپاروف
- آلکساندر کاسیان
- ادوارد کاکوسیان
- مانوک کاکوسیان
- یرواند کرباشیان
- سرگئی کوچکانیان
- آرشاک کوریان
- روسلان کوریان
- داو کوسکونیان
- Khoren Kalashyan
- آرتاشس کالاجیان
- هاروت کاراپتیان
- سارگیس کاراپتیان

## گ
- آرتوش گالستیان
- پوغوس گالستیان
- آرتور گریگوریان
- آرداک گریگوریان
- ادوارد گریگوریان
- داویت گریگوریان
- داویت. جی. گریگوریان
- رازمیک گریگوریان
- رومان گریگوریان
- آرمن گواریان
- آرتور گوورکیان
- واهان گوورگیان
- واهرام گوورکیان
- هوهانس گوهاریان
- بارسق گیراگوسیان
- آرمن گیولبوداغیان
- Alexis Gharibian
- Gevorg Garabetian
- مائورو گئوگوزیان

## م
- گوورگ ماردیکیان
- آلکساندر مارگاروف
- ادوارد مارکاروف
- ژرژ مارکاریان
- سرخیو مارکاریان
- میخائیل مارکوسوف
- روبرت مارکوسی
- ادگار مالاکیان
- گور مالاکیان
- آرتور مالویان
- وازگن ماناسیان
- آرمن مانوچاریان
- ادگار مانوچاریان
- داویت مانویان
- ادوارد مچیکیان
- اوهانس مخیتاریان
- هملت مخیتاریان
- هاملت مخیتاریان
- هنریخ مخیتاریان
- آقوان مکرتچیان
- آرتور مکرتچیان
- کارلن مکردجیان
- هرایر مکویان
- ادوارد ملکونیان
- آرشاویر ملکی
- فرد ملکیان
- گریگور ملیکستیان
- یغیشه ملیکیان
- سامول ملکونیان
- کارن مورادیان
- آندری موسیسیان
- یورا موسیسیان
- گارنیک مهرابیان
- آرتور میرانیان
- آلکساندر میرزویان
- آرتیوم میکائلیان
- کاراپت میکائلیان
- واهاگن میلیتوسیان
- آرتور میناسیان
- مائیس میناسیان
- واردان میناسیان
- واهاگن میناسیان
- آرتور مینوسیان

## ن
- آرتیوم نازاروف
- رافائل نازاریان
- آرا نیگویان

## و
- ادگار وارطانیان
- اریک وارطانیان
- کارلن وارطانیان
- هاروتیون واردانیان
- آرام ووسکانیان
- آرتور ووسکانیان
- آندرانیک ووسکانیان
- تارون ووسکانیان
- ماسیس ووسکانیان
- والری ووسکانیان
- ادوارد ورانیان

## ه
- آرارات هاروتیونیان
- گئورگ هاروتیونیان
- وارازداد هارویان
- آرا هاکوبیان
- آرام هاکوبیان
- آرمن هاکوبیان
- داویت هاکوبیان
- فلیکس هاکوبیان
- کارن هاکوبیان
- هایک هاکوبیان
- واختانگ هاکوبیان
- آندری هاکوبیانتس
- فلورین هالاجیان
- آرمن هامبارتسومیان
- آرمن هامبارتسومیان
- هوهانس هامابارتسومیان
- آرام هایراپتیان (بازیکن فوتبال، زاده ۱۹۷۵)
- آرام هایراپتیان (بازیکن فوتبال، زاده ۱۹۸۶)
- لوون هایراپتیان
- استپان هوانیسیان
- بنیک هوهانیسیان
- خورن هوهانیسیان
- ژورا هوهانیسیان
- سارگیس هوهانیسیان
- کامو هووهانیسیان
- هاروتیون هوهانیسیان
- آرائیک هوسپیان
- رومیان هوسپیان
- سارگیس هوسپیان
- سیران هوسپیان
- یراست هوسپیان

## ی
- ایوان یاگان
- هراچ یاگان
- یغیا یاورویان
- آرامائیس یپیسکوپوسیان
- آرداک یدیگاریان
- آرتور یدیگاریان
- تیگران یسائیان
- کریستیان یلادیان
- ینگیبار ینگیباروف
- آرتور یوسپاشایان
- دیوید یورچنکو
- ادوارد یرانوسیان